# Цајтнот
„Цајтнот“ је југословенски филм из 1990. године. Режирала га је Суада Капић, а сценарио је писао Давор Корић.

## Улоге
| Глумац             | Улога |
| ------------------ | ----- |
| Даринка Ђурашковић |       |
| Јасна Бери         |       |
| Хранислав Рашић    |       |
| Мирослав Фабри     |       |
| Драган Јовичић     |       |
| Азиз Арнаутовић    |       |
| Дијана Бегић       |       |
| Слободан Пантић    |       |
| Бранко Петковић    |       |
| Динка Буцо         |       |
| Армин Каљанац      |       |
| Драгица Крамар     |       |
| Ризо Влаховић      |       |